# Postia simanii
Postia simanii är en svampart som först beskrevs av Pilát ex Pilát, och fick sitt nu gällande namn av Jülich 1982. Postia simanii ingår i släktet Postia och familjen Fomitopsidaceae.   Inga underarter finns listade i Catalogue of Life.
I den svenska databasen Dyntaxa används istället namnet Oligoporus simanii för samma taxon.  Arten är reproducerande i Sverige.